# Lengyelország az 1992. évi téli olimpiai játékokon
Lengyelország a franciaországi Albertville-ben megrendezett 1992. évi téli olimpiai játékok egyik részt vevő nemzete volt. Az országot az olimpián 9 sportágban 53 sportoló képviselte, akik érmet nem szereztek.

## Alpesisí
Férfi
| Versenyző         | Versenyszám            | 1. futam      | 1. futam      | 2. futam      | 2. futam      | Összesítés    | Összesítés    |
| Versenyző         | Versenyszám            | Idő           | Hely.         | Idő           | Hely.         | Idő           | Helyezés      |
| ----------------- | ---------------------- | ------------- | ------------- | ------------- | ------------- | ------------- | ------------- |
| Jakub Malczewski  | Műlesiklás             | 1:00,59       | 48.           | nem ért célba | nem ért célba | kiesett       | kiesett       |
| Jakub Malczewski  | Óriás-műlesiklás       | 1:15,86       | 60.           | 1:14,81       | 54.           | 2:30,67       | 52.           |
| Jakub Malczewski  | Szuperóriás-műlesiklás |               |               |               |               | nem ért célba | nem ért célba |
| Marcin Szafrański | Műlesiklás             | nem ért célba | nem ért célba | kiesett       | kiesett       | kiesett       | kiesett       |
| Marcin Szafrański | Óriás-műlesiklás       | 1:15,06       | 58.           | 1:12,34       | 46.           | 2:27,40       | 46.           |
| Marcin Szafrański | Szuperóriás-műlesiklás |               |               |               |               | nem ért célba | nem ért célba |

| Versenyző         | Versenyszám | Lesiklás | Lesiklás | Lesiklás | Műlesiklás | Műlesiklás | Műlesiklás | Műlesiklás | Műlesiklás | Műlesiklás | Műlesiklás | Összesítés | Összesítés |
| Versenyző         | Versenyszám | Lesiklás | Lesiklás | Lesiklás | 1. futam   | 1. futam   | 2. futam   | 2. futam   | Össz.      | Össz.      | Össz.      | Összesítés | Összesítés |
| Versenyző         | Versenyszám | Idő      | Pont     | Hely.    | Idő        | Hely.      | Idő        | Hely.      | Idő        | Pont       | Hely.      | Pont       | Helyezés   |
| ----------------- | ----------- | -------- | -------- | -------- | ---------- | ---------- | ---------- | ---------- | ---------- | ---------- | ---------- | ---------- | ---------- |
| Marcin Szafrański | Összetett   | 1:50,60  | 57,39    | 38.      | 56,55      | 29.        | 57,90      | 24.        | 1:54,45    | 75,65      | 25.        | 133,04     | 26.        |

Női
| Versenyző  | Versenyszám      | 1. futam      | 1. futam      | 2. futam | 2. futam | Összesítés | Összesítés |
| Versenyző  | Versenyszám      | Idő           | Hely.         | Idő      | Hely.    | Idő        | Helyezés   |
| ---------- | ---------------- | ------------- | ------------- | -------- | -------- | ---------- | ---------- |
| Ewa Zagata | Műlesiklás       | nem ért célba | nem ért célba | kiesett  | kiesett  | kiesett    | kiesett    |
| Ewa Zagata | Óriás-műlesiklás | 1:14,56       | 39.           | 1:14,86  | 29.      | 2:29,42    | 29.        |

## Biatlon
Férfi
| Versenyző                                                  | Versenyszám      | Lövőhiba | Időeredmény | Helyezés |
| ---------------------------------------------------------- | ---------------- | -------- | ----------- | -------- |
| Zbigniew Filip                                             | 10 km sprint     | 1        | 27:23,7     | 16.      |
| Zbigniew Filip                                             | 20 km egyéni     | 7        | 1:06:40,9   | 72.      |
| Dariusz Kozłowski                                          | 20 km egyéni     | 4        | 1:04:17,2   | 58.      |
| Krzysztof Sosna                                            | 10 km sprint     | 3        | 28:37,4     | 46.      |
| Krzysztof Sosna                                            | 20 km egyéni     | 7        | 1:04:24,1   | 60.      |
| Jan Wojtas                                                 | 10 km sprint     | 2        | 28:56,5     | 56.      |
| Jan Ziemianin                                              | 10 km sprint     | 1        | 27:47,2     | 29.      |
| Jan Ziemianin                                              | 20 km egyéni     | 4        | 1:01:44,7   | 32.      |
| Dariusz Kozłowski Jan Ziemianin Jan Wojtas Krzysztof Sosna | 4 × 7,5 km váltó | 0        | 1:27:56,7   | 9.       |

Női
| Versenyző                                  | Versenyszám      | Lövőhiba | Időeredmény | Helyezés |
| ------------------------------------------ | ---------------- | -------- | ----------- | -------- |
| Zofia Kiełpińska                           | 7,5 km sprint    | 4        | 28:39,7     | 50.*     |
| Zofia Kiełpińska                           | 15 km egyéni     | 11       | 1:03:15,1   | 62.      |
| Krystyna Liberda                           | 7,5 km sprint    | 7        | 29:39,9     | 60.      |
| Krystyna Liberda                           | 15 km egyéni     | 8        | 1:02:57,2   | 59.      |
| Halina Pitoń                               | 7,5 km sprint    | 4        | 28:11,7     | 40.      |
| Halina Pitoń                               | 15 km egyéni     | 4        | 56:07,2     | 20.      |
| Agata Suszka                               | 7,5 km sprint    | 3        | 28:23,6     | 46.      |
| Agata Suszka                               | 15 km egyéni     | 6        | 59:30,2     | 46.      |
| Agata Suszka Zofia Kiełpińska Halina Pitoń | 3 × 7,5 km váltó | 4        | 1:24:07,5   | 14.      |

* - egy másik versenyzővel azonos eredményt ért el

## Északi összetett
| Versenyző          | Versenyszám | Síugrás | Síugrás | Síugrás    | Sífutás | Sífutás | Összesítés | Összesítés |
| Versenyző          | Versenyszám | Pont    | Hely.   | Időhátrány | Idő     | Hely.   | Idő        | Helyezés   |
| ------------------ | ----------- | ------- | ------- | ---------- | ------- | ------- | ---------- | ---------- |
| Stefan Habas       | Egyéni      | 191,8   | 33.     | +4:04,7    | 46:13,4 | 23.     | 50:18,1    | 25.        |
| Stanisław Ustupski | Egyéni      | 202,6   | 18.     | +2:52,7    | 44:03,5 | 8.      | 46:56,2    | 8.         |

## Gyorskorcsolya
Férfi
| Versenyző          | Versenyszám | Eredmény | Helyezés |
| ------------------ | ----------- | -------- | -------- |
| Paweł Abratkiewicz | 500 m       | 38,74    | 31.*     |
| Paweł Abratkiewicz | 1000 m      | 1:17,40  | 28.      |
| Paweł Jaroszek     | 1000 m      | 1:17,82  | 32.      |
| Paweł Jaroszek     | 1500 m      | 1:57,80  | 16.*     |
| Jaromir Radke      | 5000 m      | 7:18,40  | 16.      |
| Jaromir Radke      | 10 000 m    | 14:42,60 | 14.      |

Női
| Versenyző      | Versenyszám | Eredmény | Helyezés |
| -------------- | ----------- | -------- | -------- |
| Ewa Wasilewska | 1000 m      | 1:24,28  | 18.*     |
| Ewa Wasilewska | 1500 m      | 2:09,64  | 14.      |
| Ewa Wasilewska | 3000 m      | 4:44,56  | 24.      |

* - egy másik versenyzővel azonos eredményt ért el

## Jégkorong
| Lengyel férfi jégkorongcsapat-játékoskeret                                                                                                   | Lengyel férfi jégkorongcsapat-játékoskeret | Lengyel férfi jégkorongcsapat-játékoskeret                                                                               |
| --- | --- | --- |
| - Janusz Adamiec - Marek Batkiewicz - Krzystof Bujar - Marek Cholewa - Mariusz Czerkawski - Dariusz Garbocz - Henryk Gruth - Kazimierz Jurek | - Andrzej Kadziolka - Mariusz Kieca - Waldemar Klisiak - Krzystof Kuzniecow - Dariusz Platek - Mariusz Puzio - Janusz Rajnos - Gabriel Samolej | - Jerzy Sobera - Rafal Sroka - Andrzej Swistak - Robert Szopinski - Miroslaw Tomasik - Wojciech Tkacz - Slawomir Wieloch |

### Eredmények
A csoport
| Csapat           | M | Gy | D | V | G+ | G– | Gk  | P |
| ---------------- | - | -- | - | - | -- | -- | --- | - |
| Egyesült Államok | 5 | 4  | 1 | 0 | 18 | 7  | +11 | 9 |
| Svédország       | 5 | 3  | 2 | 0 | 22 | 11 | +11 | 8 |
| Finnország       | 5 | 3  | 1 | 1 | 22 | 11 | +11 | 7 |
| Németország      | 5 | 2  | 0 | 3 | 11 | 12 | –1  | 4 |
| Olaszország      | 5 | 1  | 0 | 4 | 18 | 24 | –6  | 2 |
| Lengyelország    | 5 | 0  | 0 | 5 | 4  | 30 | –26 | 0 |

| 1992. február 9. | Svédország (SWE) | 7 – 2 (2–1, 3–0, 2–1) | Lengyelország | Méribel, Franciaország |

|  |  |  |  |  |
|  |  |  |  |  |
|  |  |  |  |  |
|  |  |  |  |  |

| 1992. február 11. | Finnország (FIN) | 9 – 1 (4–0, 1–0, 4–1) | Lengyelország | Méribel, Franciaország |

|  |  |  |  |  |
|  |  |  |  |  |
|  |  |  |  |  |
|  |  |  |  |  |

| 1992. február 13. | Olaszország (ITA) | 7 – 1 (5–1, 1–0, 1–0) | Lengyelország | Méribel, Franciaország |

|  |  |  |  |  |
|  |  |  |  |  |
|  |  |  |  |  |
|  |  |  |  |  |

| 1992. február 15. | Egyesült Államok (USA) | 3 – 0 (0–0, 2–0, 1–0) | Lengyelország | Méribel, Franciaország |

|  |  |  |  |  |
|  |  |  |  |  |
|  |  |  |  |  |
|  |  |  |  |  |

| 1992. február 17. | Németország (GER) | 4 – 0 (1–0, 1–0, 2–0) | Lengyelország | Méribel, Franciaország |

|  |  |  |  |  |
|  |  |  |  |  |
|  |  |  |  |  |
|  |  |  |  |  |

A 9–12. helyért
| 1992. február 18. | Svájc (SUI) | 7 – 2 (1–0, 2–2, 4–0) | Lengyelország | Méribel, Franciaország |

|  |  |  |  |  |
|  |  |  |  |  |
|  |  |  |  |  |
|  |  |  |  |  |

A 11. helyért
| 1992. február 20. | Lengyelország (POL) | 4 – 1 (0–0, 0–0, 0–0) | Olaszország | Méribel, Franciaország |

|  |  |  |  |  |
|  |  |  |  |  |
|  |  |  |  |  |
|  |  |  |  |  |

| Csapat        | Helyezés |
| ------------- | -------- |
| Lengyelország | 11.      |

## Műkorcsolya
| Versenyző           | Versenyszám  | Rövid program     | Rövid program | Rövid program | Kűr               | Kűr   | Kűr         | Összesítés         | Összesítés |
| Versenyző           | Versenyszám  | Több. hely. száma | Hely.         | Hely. pont.   | Több. hely. száma | Hely. | Hely. pont. | Helyezési pontszám | Helyezés   |
| ------------------- | ------------ | ----------------- | ------------- | ------------- | ----------------- | ----- | ----------- | ------------------ | ---------- |
| Grzegorz Filipowski | Férfi egyéni | 6×14+             | 13.           | 6,5           | 6×11+             | 10.   | 10,0        | 16,5               | 11.        |
| Zuzanna Szwed       | Női egyéni   | 5×22+             | 23.           | 11,5          | 9×19+             | 19.   | 19,0        | 30,5               | 19.        |

## Sífutás
Férfi
| Versenyző          | Versenyszám         | Eredmény  | Helyezés |
| ------------------ | ------------------- | --------- | -------- |
| Wiesław Cempa      | 10 km               | 32:13,9   | 63.      |
| Wiesław Cempa      | 15 km üldözőverseny | 44:53,2   | 48.      |
| Wiesław Cempa      | 30 km               | 1:32:25,4 | 52.      |
| Wiesław Cempa      | 50 km               | 2:15:06,7 | 32.      |
| Andrzej Piotrowski | 10 km               | 31:56,9   | 57.      |
| Andrzej Piotrowski | 15 km üldözőverseny | 44:52,9   | 47.      |
| Andrzej Piotrowski | 30 km               | 1:34:32,9 | 61.      |
| Andrzej Piotrowski | 50 km               | 2:20:32,9 | 48.      |

Női
| Versenyző                                                                       | Versenyszám         | Eredmény      | Helyezés      |
| ------------------------------------------------------------------------------- | ------------------- | ------------- | ------------- |
| Bernadetta Bocek-Piotrowska                                                     | 5 km                | 15:47,4       | 36.           |
| Bernadetta Bocek-Piotrowska                                                     | 10 km üldözőverseny | 29:14,3       | 27.           |
| Bernadetta Bocek-Piotrowska                                                     | 15 km               | 46:18,6       | 24.           |
| Bernadetta Bocek-Piotrowska                                                     | 30 km               | 1:31:44,3     | 23.           |
| Dorota Kwaśny                                                                   | 5 km                | 15:16,5       | 24.           |
| Dorota Kwaśny                                                                   | 10 km üldözőverseny | 28:54,7       | 21.           |
| Dorota Kwaśny                                                                   | 15 km               | 47:44,4       | 35.           |
| Halina Nowak-Guńka                                                              | 5 km                | 16:56,1       | 55.           |
| Halina Nowak-Guńka                                                              | 10 km üldözőverseny | 31:18,4       | 44.           |
| Halina Nowak-Guńka                                                              | 30 km               | 1:31:56,2     | 25.           |
| Katarzyna Popieluch                                                             | 15 km               | 48:45,3       | 38.           |
| Katarzyna Popieluch                                                             | 30 km               | nem ért célba | nem ért célba |
| Małgorzata Ruchała                                                              | 5 km                | 15:57,9       | 40.           |
| Małgorzata Ruchała                                                              | 15 km               | 47:36,3       | 34.           |
| Małgorzata Ruchała                                                              | 30 km               | 1:31:47,6     | 24.           |
| Małgorzata Ruchała Dorota Kwaśny Bernadetta Bocek-Piotrowska Halina Nowak-Guńka | 4 × 5 km váltó      | 1:03:23,0     | 10.           |

## Síugrás
| Versenyző          | Versenyszám | 1. ugrás | 1. ugrás | 2. ugrás | 2. ugrás | Összesítés | Összesítés |
| Versenyző          | Versenyszám | Pont     | Hely.    | Pont     | Hely.    | Pont       | Helyezés   |
| ------------------ | ----------- | -------- | -------- | -------- | -------- | ---------- | ---------- |
| Zbigniew Klimowski | Nagysánc    | 55,0     | 53.      | 62,9     | 40.      | 117,9      | 49.        |

## Szánkó
| Versenyző                         | Versenyszám | 1. futam | 1. futam | 2. futam | 2. futam | Összesítés | Összesítés |
| Versenyző                         | Versenyszám | Idő      | Hely.    | Idő      | Hely.    | Idő        | Helyezés   |
| --------------------------------- | ----------- | -------- | -------- | -------- | -------- | ---------- | ---------- |
| Leszek Szarejko Adrian Przechewka | Kettes      | 47,127   | 15.      | 1:07,927 | 20.      | 1:55,054   | 20.        |